# Parque Zoológico Bosque Guaraní
Zoológico Bosque Guarani Municipal é um exemplo de recuperação de uma área que, antes degradada, foi transformada em um espaço de lazer, educação ambiental e turismo. Foi inaugurado em 9 de junho de 1996.

## História
Sendo o 3º maior zoológico do Paraná, possui um total de 20 recintos, que são percorridos através de trilhas, onde estão expostos animais resgatados do tráfico, como macacos, onças, tucanos, araras, papagaios, emas, garças, sabiás, cisnes, gralhas, entre outros.
O local possui intensa vegetação, com cerca de 963 árvores nativas e três lagos, onde foi aproveitada uma nascente de água. Há ainda um playground, uma lanchonete e um anfiteatro.

### Acervo de animais
O zoológico atualmente abriga cerca de 150 espécies de animais silvestres, sendo 49 espécies de aves, com um total de 223 exemplares; 03 espécies de répteis, com um total de 16 exemplares; 05 espécies de mamíferos, entre eles o bugio, sagui-de-tufos-pretos e o mico-leão-de-cara-dourada, com um total de 30 exemplares.

## Localização e horário de funcionamento
O Zoológico Bosque Guarani fica localizado na Rua Tarobá, nº 875, Centro de Foz do Iguaçu. O local abre todos os dias: de terça a domingo das 9h às 17 horas, e nas segundas-feiras das 12h às 17 horas. A entrada é gratuita.